# Travaillerpour.be
Travaillerpour.be, aussi connu en néerlandais sous le nom de Werkenvoor.be, est le bureau de recrutement et la plateforme pour les emplois au sein de l'administration fédérale en Belgique. Depuis le 1er mars 2017, il fait partie du Service Public Fédéral Stratégie et Appui. Jusqu'au 1er mars 2023, ce bureau de recrutement était connu sous le nom de Selor.

## Histoire
Selor a succédé à l’ancien Secrétariat permanent de Recrutement. Celui-ci avait été établi lorsque le gouvernement a institué le nouveau statut de fonctionnaire (1937). Le Secrétariat permanent de Recrutement était l'organe autonome du ministère de la Fonction publique chargé de l'embauche dans les administrations de l'État fédéral, des régions et des communautés.
Plus tard, ce service sera connu sous le nom de Selor (Bureau de SELection et d’ORientation),. Le 1er mars 2017, Selor a rejoint le Service Public Fédéral Stratégie et Appui (en abrégé BOSA), un service public fédéral belge qui est responsable des services de soutien de l’administration fédérale, notamment les ressources humaines, l’IT, la communication, le budget et la comptabilité.
Ce service est né de la fusion entre cinq organisations fédérales de soutien: le SPF Personnel et Organisation, le SPF Budget et Contrôle de la Gestion, Fedict, Selor et Empreva (cellule centrale du service interne commun de prévention et de protection au travail de l'Administration publique fédérale belge).

### Changement de nom
Jusqu'au 1er mars 2023, ce bureau de sélection était connu sous le nom de Selor. À cette date, celui-ci a changé de nom pour devenir Travaillerpour.be. Selon les responsables de ce renommage, ce choix a été fait pour accroître l'attractivité des emplois au sein de l'administration fédérale.